# 道格拉斯 (阿拉巴马州)
道格拉斯（英文：Douglas），是美国阿拉巴马州下属的一座城市。面积约为3.4平方英里（约合8.82平方公里）。根据2010年美国人口普查，该市有人口744人，人口密度为218.57/平方英里（约合84.35/平方公里）。